# Sidney James

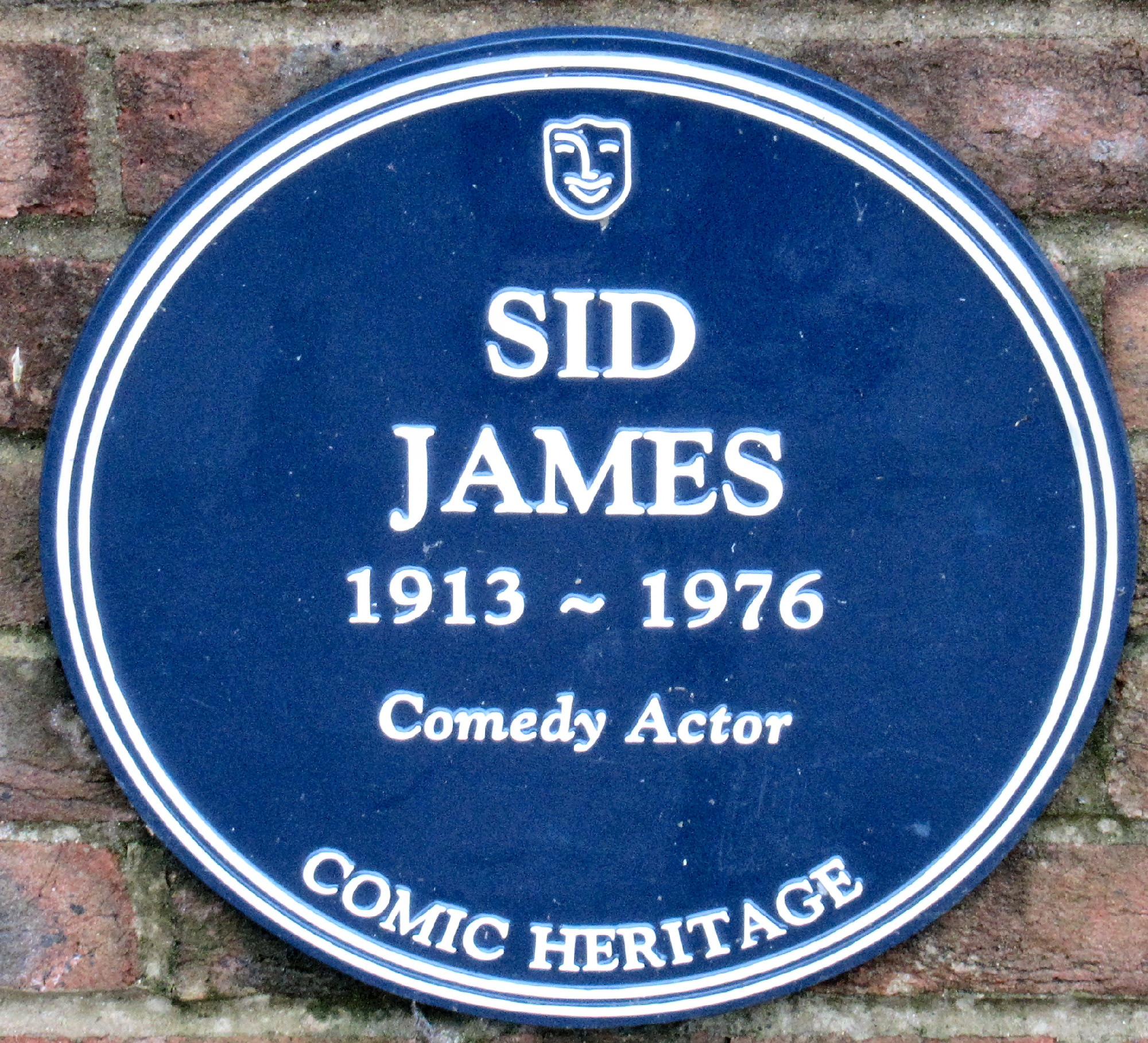
Teddington Riverside, Sid James, Comic Heritage Plaque

Sidney James (* 8. Mai 1913 in Hillbrow, Johannesburg; † 26. April 1976 in Sunderland; eigentlich Solomon Joel Cohen) war ein südafrikanisch-britischer Schauspieler.

## Leben
Sid James spielte bereits als Jugendlicher Rollen auf der Bühne. Auch beide Eltern waren beim Theater beschäftigt. Dennoch wurde er zunächst nicht Schauspieler, sondern arbeitete in seiner Heimat Südafrika als Friseur und nahm nur gelegentlich Auftritte als Sänger und Darsteller an. Während des Zweiten Weltkrieges wirkte er im Rahmen einer Truppenbetreuung in einigen Theaterinszenierungen mit.
1946 übersiedelte er nach England. Dort machte er die Schauspielerei zum Beruf. Bereits 1947 gab er in der Produktion Night Beat sein Filmdebüt. Ab 1954 gehörte James für fünf Jahre zur Komikertruppe von Tony Hancock in dessen beliebter Radio-Show Hancock’s Half Hour sowie der nachfolgenden Fernsehserie.
1959 entzweite sich Hancock mit James, da er dessen steigende Beliebtheit als unerwünschte Konkurrenz sah und entließ ihn aus der Produktion. Im folgenden Jahr erhielt James eine Rolle in der britischen Komödie Watch Your Stern unter der Regie von Gerald Thomas.
Thomas und der Produzent Peter Rogers hatten 1958 mit einer Filmreihe begonnen, deren Titel jeweils mit Carry On anfingen. Da der Hauptdarsteller des dritten und bis zu diesem Zeitpunkt neuesten Films, Ted Ray, vertraglich verhindert war, engagierten sie James für die Hauptrolle des vierten Carry-On-Films, Ist ja irre – Diese strammen Polizisten. Sidney James spielte einen gutmütigen und zunächst vom Pech verfolgten Polizisten, der sich mit Polizeischülern herumärgern muss. Neben Regisseur Thomas und Produzent Rogers kannte er einen Großteil der Besetzung und des Produktionsstabes wie Kameramann Alan Hume, Filmkomponist Bruce Montgomery sowie die Darsteller Hattie Jacques, Kenneth Connor, Joan Sims oder Leslie Phillips bereits von der Arbeit zu Watch your Stern.
Mit Carry On Constable entwickelte sich James schnell zu einer festen Größe in den Carry-On-Produktionen und neben Kenneth Williams, mit dem ihn eine lebenslange, gegenseitige Antipathie verband, zum bestbezahlten Schauspieler der Reihe. In insgesamt 19 (von 30) Filmen der Reihe spielte er zumeist Hauptrollen, oft bodenständige und gutmütige Charaktere mit Bauernschläue und einer Prise Selbstironie. Besonders durch seinen etwas derberen Humor und sein charakteristisches Lachen wurde James in den Folgejahren einer der beliebtesten Komiker Großbritanniens.
Neben seinen Carry-On-Rollen spielte der facettenreiche James auch in dem Artistendrama Trapez (mit Burt Lancaster und Tony Curtis), neben Charlie Chaplin in dessen melancholischer Komödie Ein König in New York, im Science-Fiction-Schocker Feinde aus dem Nichts, neben Alec Guinness, Stanley Holloway und Audrey Hepburn in der Gaunerkomödie Das Glück kam über Nacht und in der Spionagekomödie Der eiserne Unterrock neben Bob Hope und Katharine Hepburn, und er war der Star mehrerer Fernsehserien, u. a. Taxi und Bless this House.
James, der bereits 1967 einen Herzinfarkt erlitten hatte – weshalb er in Ist ja irre – In der Wüste fließt kein Wasser kurzfristig durch Phil Silvers ersetzt werden musste –, kehrte neben seinen zahlreichen Film- und Fernsehproduktionen auch immer wieder auf die Bühne zurück. Am Abend des 26. April 1976 spielte er im Empire Theatre in Sunderland in der Grafschaft Durham die Hauptrolle in der Premiere des Stückes The Mating Game, als er seinen zweiten Herzinfarkt erlitt. Trotz sofortiger ärztlicher Versorgung starb er noch auf dem Weg ins Krankenhaus im Alter von nur 62 Jahren. Er wurde im Golders Green Crematorium in London eingeäschert, wo sich auch seine Asche befindet.
Sid James war dreimal verheiratet und unterhielt mehrere Jahre eine Affäre mit seiner Carry On-Kollegin Barbara Windsor. Dieser Liaison wurde im Jahre 2000 der Fernsehfilm Cor Blimey! gewidmet, in dem Geoffrey Hutchings Sid James verkörperte. Im Fernsehfilm Kenneth Williams: Fantabulosa!, der Autobiografie von Kenneth Williams, wird er von Ged McKenna gespielt.
In den deutschen Synchronfassungen seiner Filme wird er häufig von Edgar Ott und Friedrich W. Bauschulte gesprochen.

## Filmografie (Auswahl)
- 1947: Night Beat
- 1949: Haus der Sehnsucht (Give Us This Day)
- 1950: Ferien wie noch nie (Last Holiday)
- 1951: Das Glück kam über Nacht (The Lavender Hill Mob)
- 1951: Der wunderbare Flimmerkasten (The Magic Box)
- 1953: Teufel in Blond (Bad Blonde/The Flanagan Boy)
- 1953: Die blonde Spionin (Park Paza 605)
- 1954: Die Schönen von St. Trinians (The Belles of St. Trinian’s)
- 1954: Die seltsamen Wege des Pater Brown (Father Brown)
- 1954: Die Erbschaft der Tante Clara (Aunt Clara)
- 1954: Kleiner Jockey ganz groß (The Rainbow Jacket)
- 1955: Voller Wunder ist das Leben (A Kid for Two Farthings)
- 1956: Der eiserne Unterrock (The Iron Petticoat)
- 1956: Ramsbottom Rides Again
- 1956: Trapez (Trapeze)
- 1957: Feinde aus dem Nichts (Quatermass II – Enemy from Space)
- 1957: Ein König in New York (A King in New York)
- 1957: Duell am Steuer (Hell Drivers)
- 1957: Die kleinste Schau der Welt (The Smallest Show on Earth)
- 1957: Esther Costello (The Story of Esther Costello)
- 1958: Froschmann Crabb (The Silent Enemy)
- 1958: Too Many Crooks
- 1958: Sheriff wider Willen (The Sheriff of Fractured Jaw)
- 1959: Die 39 Stufen (The 39 Steps)
- 1960: Ist ja irre – Diese strammen Polizisten (Carry On, Constable)
- 1960: Ist ja irre – unser Torpedo kommt zurück (Watch Your Stern)
- 1961: Skandal in der Whigmore High (Raising the Wind)
- 1961: Nicht so toll, Süßer (Carry On Regardless)
- 1961: Leiche auf Urlaub (What a Carve Up!)
- 1962: Ist ja irre – der Schiffskoch ist seekrank (Carry On Cruising)
- 1963: Ist ja irre – diese müden Taxifahrer (Carry On Cabby)
- 1964: Ist ja irre – Cäsar liebt Cleopatra (Carry On Cleo)
- 1964: Dschungel der Schönheit (The Beauty Jungle)
- 1965: Ist ja irre – der dreiste Cowboy (Carry On Cowboy)
- 1967: Ist ja irre – Nur nicht den Kopf verlieren (Don’t Lose Your Head)
- 1967: Das total verrückte Krankenhaus (Carry On Doctor)
- 1968: Alles unter Kontrolle – keiner blickt durch (Carry On… Up the Khyber)
- 1969: Das total verrückte Campingparadies (Carry On Camping)
- 1969: Das total verrückte Irrenhaus (Carry On Again Doctor)
- 1970: Die total verrückte Königin der Amazonen (Carry On Up The Jungle)
- 1970: Liebe, Liebe usw. (Carry On Loving)
- 1971: Heinrichs Bettgeschichten oder Wie der Knoblauch nach England kam (Carry On Henry)
- 1971: Ein Streik kommt selten allein (Carry On at Your Convenience)
- 1972: Die total verrückte Oberschwester (Carry On Matron)
- 1972: Schütze dieses Haus (Bless this House)
- 1972: Ein total verrückter Urlaub (Carry On Abroad)
- 1973: Mißwahl auf Englisch (Carry On Girls)
- 1974: Mach’ weiter, Dick! (Carry On Dick)